# Kujtunskij rajon
Il Kujtunskij rajon (in russo Куйтунский район?) è un rajon dell'Oblast' di Irkutsk, nella Siberia sud orientale; il capoluogo è Kujtun.